# Shearsby
Shearsby est une paroisse civile et un village du Leicestershire, en Angleterre.